# 地球劇場 〜100年後の君に聴かせたい歌〜
『地球劇場 〜100年後の君に聴かせたい歌〜』（ちきゅうげぎじょう 100ねんごのきみにきかせたいうた）はBS日テレで2014年4月12日から2018年3月10日まで放送していた音楽番組である。

## 概要
毎回テーマに沿って谷村新司（ツタエビト）とゲスト（ウタビト）が100年後にも残したい曲をトークを交えながら披露する。

## 出演者
- 谷村新司（ツタエビト）

## 放送時間
- 月1回土曜日 19:00 - 20:54
  - 次回放送前に直近回の再放送を月1回日曜日12:00 - 13:55に実施（原則として、次回放送6日前。最終回の再放送のみ2018年3月25日に放送）。

## 放送リスト
| 回 | 放送日         | 再放送日       | ウタビト （アーティスト）                                | 備考 |
| -- | -------------- | -------------- | -------------------------------------------------------- | --- |
| 1  | 2014年4月12日  | 2014年5月4日   | 加山雄三                                                 | 2023年12月14日（木曜日 20:00 - 21:54）には「谷村新司追悼特番」を冠し、本回放送分を特別再編集して放送。                                           |
| 2  | 2014年5月10日  | 2014年6月1日   | 森山良子                                                 | |
| 3  | 2014年6月7日   | 2014年7月13日  | 吉田拓郎                                                 | |
| 4  | 2014年7月19日  | 2014年8月3日   |                                                          | 特別編 音の葉紀行〜尾道編〜 |
| 5  | 2014年8月9日   | 2014年8月31日  | 加藤登紀子                                               | |
| 6  | 2014年9月6日   | 2014年10月5日  | さだまさし                                               | |
| 7  | 2014年10月11日 | 2014年11月2日  | 一青窈                                                   | |
| 8  | 2014年11月8日  | 2014年11月30日 |                                                          | 特別編 音の葉紀行〜富山編〜 |
| 9  | 2014年12月6日  | 2015年1月4日   | 小椋佳                                                   | |
| 10 | 2015年1月10日  | 2015年2月1日   | 德永英明                                                 | |
| 11 | 2015年2月7日   | 2015年3月1日   | イルカ 伊勢正三                                          | |
| 12 | 2015年3月7日   | 2015年4月5日   |                                                          | 特別編 音の葉紀行〜石川編〜 |
| 13 | 2015年4月11日  | 2015年5月3日   | THE ALFEE                                                | |
| 14 | 2015年5月9日   | 2015年5月31日  | 岩崎宏美                                                 | |
| 15 | 2015年6月6日   | 2015年7月5日   | スターダスト★レビュー                                    | |
| 16 | 2015年7月11日  | 2015年8月2日   | 夏川りみ                                                 | |
| 17 | 2015年8月15日  | 2015年9月6日   |                                                          | 特別編 音の葉紀行〜岡山・倉敷編〜 |
| 18 | 2015年9月12日  | 2015年10月4日  | 加山雄三 THE King ALL STARS ゴダイゴ 平原綾香 さだまさし | 地球劇場フェス特集 |
| 19 | 2015年10月10日 | 2015年11月1日  | 五輪真弓                                                 | |
| 20 | 2015年11月7日  | 2015年12月6日  | 渡辺美里                                                 | |
| 21 | 2015年12月12日 | 2016年1月3日   | 来生たかお                                               | |
| 22 | 2016年1月9日   | 2016年1月31日  | 南こうせつ 伊勢正三                                      | |
| 23 | 2016年2月6日   | 2016年3月6日   | 八神純子                                                 | |
| 24 | 2016年3月12日  | 2016年4月3日   |                                                          | 特別編 音の葉紀行〜島根・出雲/松江編〜 |
| 25 | 2016年4月9日   | 2016年5月1日   | 小室等                                                   | |
| 26 | 2016年5月7日   | 2016年6月5日   | 尾崎亜美                                                 | |
| 27 | 2016年6月11日  | 2016年7月3日   | 岸谷香                                                   | |
| 28 | 2016年7月16日  | 2016年7月31日  | 鈴木雅之                                                 | |
| 29 | 2016年8月6日   | 2016年9月4日   |                                                          | 特別編 音の葉紀行〜広島・呉編〜 |
| 30 | 2016年9月10日  | 2016年10月2日  | Chage 平原綾香                                           | ジャパニーズスタンダード特集 |
| 31 | 2016年10月8日  | 2016年11月6日  | 布施明 kalafina                                          | ジャパニーズスタンダード特集 |
| 32 | 2016年11月12日 | 2016年12月4日  |                                                          | ジャパニーズスタンダード特集 谷村新司スペシャル                                                                                                  |
| 33 | 2016年12月10日 | 2017年1月1日   | 加藤登紀子 稲垣潤一 辛島美登里                           | 冬のジャパニーズスタンダード特集 |
| 34 | 2017年1月7日   | 2017年2月5日   | 杉田二郎 太田裕美 ばんばひろふみ                         | ジャパニーズスタンダード 70年代フォークSP |
| 35 | 2017年2月11日  | 2017年3月5日   | 堀内孝雄                                                 | |
| 36 | 2017年3月11日  | 2017年4月2日   | Chage                                                    | 特別編 音の葉紀行〜山口・萩編〜 |
| 37 | 2017年4月8日   | 2017年4月30日  | 坂崎幸之助                                               | 谷村新司45周年SP |
| 38 | 2017年5月6日   | 2017年6月4日   | 海援隊                                                   | |
| 39 | 2017年6月10日  | 2017年7月2日   | 宇崎竜童 三浦祐太朗                                      | |
| 40 | 2017年7月8日   | 2017年8月6日   | 石川さゆり                                               | |
| 41 | 2017年8月12日  | 2017年9月3日   | 岩崎宏美                                                 | 特別編 音の葉紀行〜神戸編〜 |
| 42 | 2017年9月9日   | 2017年10月1日  | 中村雅俊                                                 | |
| 43 | 2017年10月7日  | 2017年11月5日  | 伊藤咲子 庄野真代                                        | 谷村新司45周年SP 阿久悠・筒美京平・三木たかし 時代を作った作家特集                                                                               |
| 44 | 2017年11月11日 | 2017年12月3日  | 甲斐バンド                                               | |
| 45 | 2017年12月9日  | 2017年12月31日 | ばんばひろふみ                                           | 谷村新司45周年ドリームソング30分拡大SP 『FIFAクラブワールドカップ2017』中継に伴う特別編成のため、本放送は21:24まで放送。 再放送は14:25まで放送。 |
| 46 | 2018年1月6日   | 2018年2月4日   | 森富美                                                   | 2018年新春スペシャル ～フォークからアイドルまで100年後に残したい歌                                                                               |
| 47 | 2018年2月10日  | 2018年3月4日   | ばんばひろふみ                                           | 特別編 音の葉紀行〜京都編〜 |
| 48 | 2018年3月10日  | 2018年3月25日  | アリス                                                   | |

## スタッフ
- ナレーター 伊津野亮